# قسطنطين فيليبس
قسطنطين فيليبس (بالإنجليزية: Constantine Phillips)‏ (2 نوفمبر 1746 - 14 فبراير 1811) هو لاعب كريكت بريطاني (وحمل سابقاً جنسية المملكة المتحدة لبريطانيا العظمى وأيرلندا ومملكة بريطانيا العظمى).